# Ornithostoma
Ornithostoma sedgwicki
Genre
Espèce
Synonymes
- Ornithostoma seeleyi Lydekker, 1894

Ornithostoma (littéralement « bouche d’oiseau ») est un genre fossile de ptérosaure ptérodactyloïde ayant vécu durant le Crétacé inférieur (étage Albien) en Europe, il y a environ 110 millions d’années. Ornithostoma a autrefois été considéré comme un synonyme plus ancien du ptéranodontidé Pteranodon en raison de son anatomie édentée et de son nom attribué antérieurement. Selon Paleobiology Database en 2025, ce genre est resté monotypique, et la seule espèce est Ornithostoma sedgwicki.

## Historique
En 1869, Harry Govier Seeley, en cataloguant les fossiles du Sedgwick Museum (en) de Cambridge, attribua trois fragments de museau provenant de ptérosaures édentés du Cambridge Greensand (Crétacé inférieur, Albien) en Angleterre à Ornithocheirus simus. Ces fragments avaient été décrits en 1859 par Richard Owen (qui pensait que le futur fragment de mâchoire holotype faisait partie d’un métacarpe) et attribués à Pterodactylus sedgwickii et Pterodactylus fittoni. En 1871, Seeley réalisa que Ornithocheirus simus était une forme dentée, différente de ces fragments. Il leur donna donc provisoirement un nouveau genre : Ornithostoma, nom tiré du grec ὄρνις (ornis), « oiseau », et στόμα (stoma), « bouche ». Seeley ne fournit pas encore de nom spécifique. En 1891 cependant, il nomma l'espèce type Ornithostoma sedgwicki, en se basant sur les fragments de museau mais aussi sur des éléments de pelvis, affirmant qu’elle était identique à Pteranodon et avait la priorité. À cette occasion, il sélectionna également un génolectotype parmi les trois fragments, l’holotype de l’espèce type : le spécimen CAMSM B.54485.

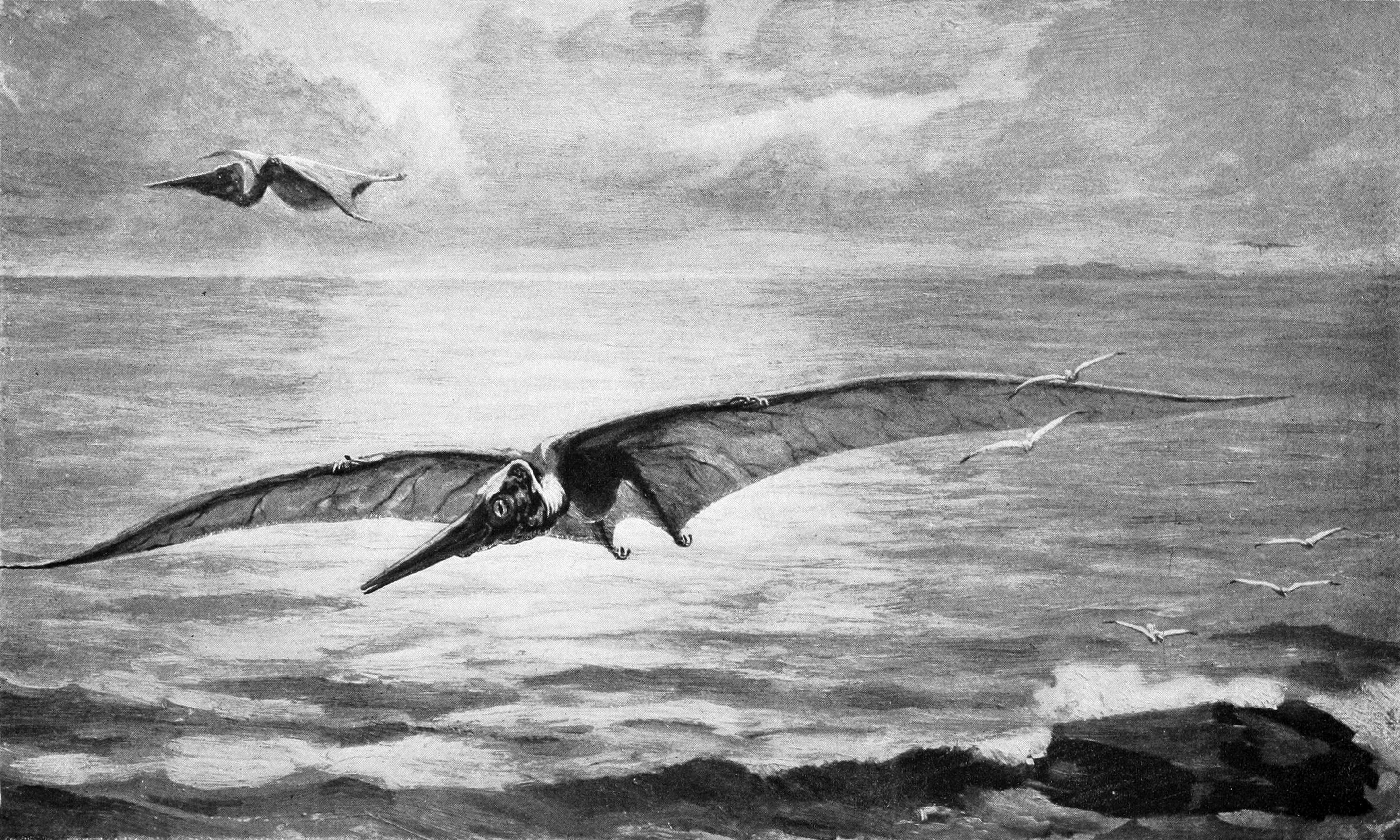
Restauration obsolète de O. ingens datant de 1904, aujourd’hui considéré comme Pteranodon.

En 1893, Samuel Wendell Williston considéra indépendamment Ornithostoma comme un synonyme de Pteranodon ingens. Il renomma donc certaines espèces de Pteranodon : Ornithostoma ingens (Marsh, 1872) Williston 1893 = Pteranodon ingens (= P. longiceps) et Ornithostoma harpyia (Cope, 1872) = P. longiceps. Williston créa aussi une famille et une sous-famille spécifiques à Ornithostoma : les Ornithostomatidae et les Ornithostomatinae, aujourd’hui obsolètes. Il désigna O. ingens comme espèce type, ignorant qu'une espèce type avait déjà été désignée. En 1904, Richard Lydekker rejeta l’identité avec Pteranodon et, ignorant lui aussi le nom donné plus tôt par Seeley, créa une prétendue troisième espèce type : O. seeleyi.
L’holotype est un fragment de museau d’environ cinq centimètres de long (deux pouces). Il présente une section triangulaire d’environ un pouce de haut. Il n’y a pas de crête, et les mâchoires sont édentées mais possèdent de faibles rebords saillants. Le fragment s’amincit vers l’avant, le bord supérieur inclinant à un angle de 12°, ce qui indique que l’extrémité du museau se trouvait à environ dix centimètres en avant de la cassure qui forme le bord antérieur du spécimen.

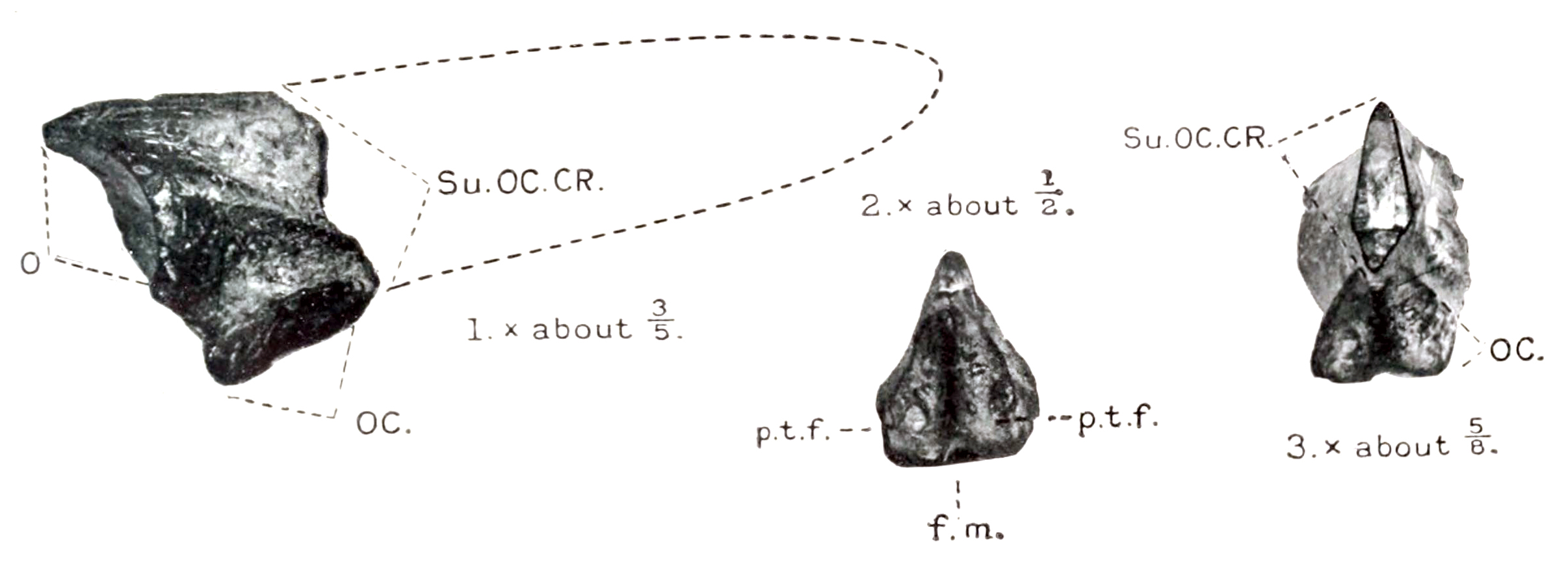
Fragment de crâne attribué par Hooley en 1914, vu sous trois angles.

En 1914, Reginald Hooley réexamina le matériel. Il affirma à tort que les éléments de pelvis étaient en réalité des parties mal identifiées du notarium (une structure de la ceinture scapulaire) et attribua plusieurs spécimens supplémentaires à Ornithostoma, dont un fragment de crâne montrant la base d’une crête (spécimen CAMSM B.54406) ainsi que des fragments postcrâniens comme des vertèbres et des membres.
Dans une publication de 1994, S. Christopher Bennett, tout comme Lydekker, considéra Ornithostoma comme distinct de Pteranodon, principalement en raison des rebords inférieurs de la mâchoire. Il conclut également qu’il s’agissait d’un nomen dubium. Cependant, en 2001, David Unwin rejeta cette conclusion et considéra Ornithostoma comme un genre valide appartenant aux Pteranodontidae, tout en limitant le matériel attribuable aux trois fragments originaux (y compris peut-être CAMSM B.54406). Il estima l’envergure de Ornithostoma entre 2 et 3 mètres. Les fragments postcrâniens de Hooley furent réattribués à Lonchodectes. En 2012, Alexander O. Averianov regroupa de nouveau l’holotype avec CAMSM B.54406 et certains postcrâniens, estimant que la combinaison des traits indiquait une position au sein des Azhdarchoidea, représentant un animal proche de Tapejara.
Une espèce de Ornithostoma a aussi été proposée à partir d’une découverte en Russie. En 1914, Nikolaï Nikolaevitch Bogolubov nomma une grande vertèbre trouvée près de Petrovsk Ornithostoma orientalis. Le nom fut modifié en O. orientale par George Olshevsky en 1991, car stoma est un mot neutre en grec. Cette espèce a été renommée Bogolubovia orientalis (Nesov & Yarkov 1989).
En 2020, Roy E. Smith et ses collègues restreignirent Ornithostoma aux seuls fragments de mâchoire et le classèrent parmi les Azhdarchoidea.